# SN 2006uc
SN 2006uc – supernowa typu Ia odkryta 16 grudnia 2006 roku w galaktyce A075845+5401. W momencie odkrycia miała maksymalną jasność 21,60m.